# Alburnus vistonicus
Alburnus vistonicus är en fiskart som beskrevs av Jörg Freyhof och Maurice Kottelat 2007. Alburnus vistonicus ingår i släktet Alburnus och familjen karpfiskar. IUCN kategoriserar arten globalt som akut hotad. Inga underarter finns listade i Catalogue of Life.